# Семёнова, Екатерина Юрьевна
Екатери́на Юрьевна Семёнова (12 июля 1972 года, Урай, СССР) — российский государственный и политический деятель, депутат Государственной думы пятого и шестого созывов (2007—2012), министр потребительского рынка и услуг Правительства Московской области (2012—2014), заместитель главы администрации Ленинского района Московской области конец марта — декабрь 2014 г., с 2014— 11 июня 2015 Советник Губернатора Московской области, с 11 июня 2015 года по 8 сентября 2022 года Уполномоченный по правам человека в Московской области.

## Биография
Родилась в 1972 году в городе Урай Ханты-Мансийского автономного округа — Югра.
В 1990 году окончила Тюменский государственный колледж профессионально-педагогических технологий. Окончила с отличием Российскую академию народного хозяйства и государственной службы при Президенте Российской Федерации по программе магистерской подготовки по направлению подготовки «Юриспруденция».

### Построение собственного бизнеса
В 1991 году возглавила созданную в Тюмени компанию ООО «Облкультторг» по оптовой торговле канцелярскими товарами.
Бизнес развивался успешно — через пять лет работы на рынке была сформирована единственная в то время в Тюмени сеть розничных канцелярских магазинов. Объёмы импорта из Юго-Восточной Азии росли, появилась идея наладить собственное производство пластиковых изделий, в частности пластиковых папок.
В 1999 году в компании удалось организовать собственное производство изделий из листового пластика.
В 2001 году Семёнова отправилась знакомиться с опытом работы женщин-предпринимательниц США. Посещение департамента по поддержке малого бизнеса в США в Вашингтоне и Филадельфии, знакомство с различными ассоциациями, личные встречи в Аризоне и Нью-Йорке с выдающимися женщинами-лидерами в бизнесе и политике принесли новые идеи и проекты. По возвращении в Тюмень была в том же году избрана в правление ТПП Тюменской области и вошла в правление Российской ТПП под руководством Евгения Примакова.
В декабре 2001 года стала одной из десяти победительниц тюменского регионального конкурса «Женщина — директор года» и получила от губернатора Тюменской области Сергея Собянина диплом первой степени и золотую медаль.
В июне 2003 года Екатерина Семёнова была избрана в президиум Российской ТПП.
В марте 2004 года компания «Облкультторг» была признана лауреатом премии «Российский национальный олимп». Тогда же Екатерина Семёнова была награждена за успехи в среднем и малом бизнесе орденом «За честь и доблесть».

### Депутат Госдумы
Со 2 декабря 2007 года — депутат Государственной Думы 5 созыва, избрана в составе федерального списка кандидатов, выдвинутого партией «Единая Россия». Член Комитета ГД по собственности.
Работала в составе комитета по собственности. За четыре года она инициировала серию законов об упрощении налогообложения для малого и среднего бизнеса, льготной передаче арендованного ими госимущества, а также законов, направленных на развитие дошкольного образования. Возглавляет проект «Единой России» «Детские сады — детям» и общественную организацию воспитателей детсадов.
В 2011 году была избрана депутатом Государственной Думы 6 созыва в составе федерального списка кандидатов, выдвинутого партией «Единая Россия». Первый заместитель председателя комитета Госдумы по вопросам семьи, женщин и детей.

### В правительстве Московской области
28 мая 2012 года указом губернатора Московской области Сергея Шойгу Семёнова назначена министром потребительского рынка и услуг Московской области в правительстве Шойгу.

## Общественная деятельность
Член правления Тюменской торгово-промышленной палаты, член президиума и правления ТПП России, г. Сургута и ЯНАО.
Попечитель совета Благотворительного фонда развития г. Тюмени.
Семёнова — одна из учредителей, а затем сопредседатель некоммерческого партнерства «Меркурий клуб», объединяющего тюменское бизнес-сообщество.

## Награды
Награждена дипломами и персональными благодарственными письмами Министерства экономики РФ, администрации Тюменской области и города Тюмени, многих общественных организаций.

## Доходы
Официально заявленный доход Семёновой за 2011 год составил более 7,5 млн рублей.